# 呜呜祖拉

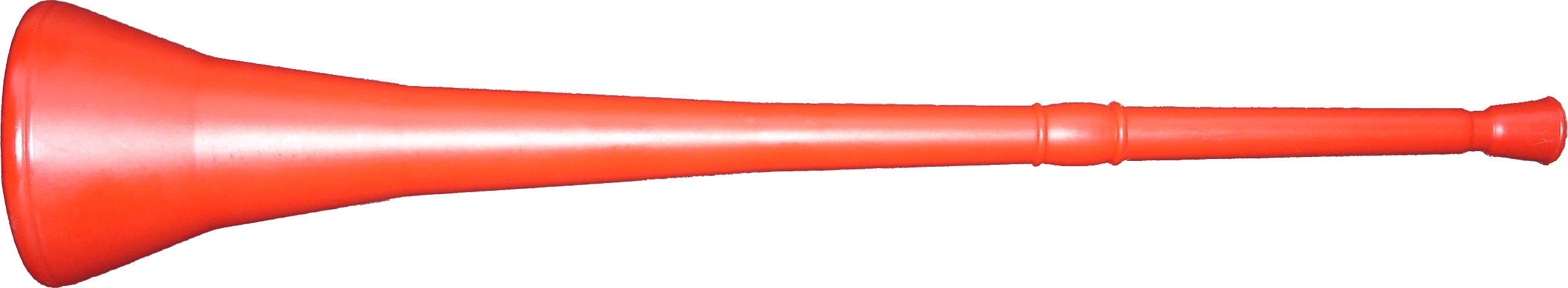
塑料製作的呜呜祖拉

巫巫茲拉（Vuvuzela，在茨瓦纳语中又被称为“lepatata”），又作南非大喇叭、巫巫兹拉、非洲笛、嗚嗚號，是一种长约一米的喇叭。南非的球迷常在足球比赛上吹奏，吹响呜呜祖拉需要一定的唇部技巧和肺活量；吹奏呜呜祖拉时，會發出單調聲音(B♭)，类似于雾笛或大象的声音。
呜呜祖拉的使用已引起爭議。它發出的聲音可能會對聽力構成永久損害，同時也會引起一些安全問題，例如會令在球場的觀眾無法聽見緊急疏散的宣佈，以及比咳嗽和吶喊較易導致感冒及流感病毒的大規模傳播。
2010年世界盃足球賽部份的實況播音員把呜呜祖拉的聲音稱為「令人烦躁的」、「一群嘈吵的大象的狂奔」、「一群極喧鬧的蝗蟲」
、「將被宰殺的山羊叫聲」和「一個充滿憤怒的蜜蜂的巨大蜂箱」。這種樂器響度可以達到127分貝 對未作保護的人耳有極大傷害。2010年6月14日一種新型的呜呜祖拉問世，聲稱通過調整唇片使其音量下降了20分貝。

## 起源
起源於1970年代的墨西哥體育館。原本由錫製成，呜呜祖拉於1990年代在南非走紅。凯泽酋长足球俱乐部（Kaizer Chiefs F.C.）球迷Freddie "Saddam" Maake宣稱早在1965年就出現從自行車喇叭去掉橡皮吹嘴的鋁製呜呜祖拉。後來他發現這個吹嘴太短，於是加了個長的管子。Maake曾拍攝於20世紀70年代和80年代的南非當地比賽和1998年世界盃足球賽使用鋁製的呜呜祖拉於照片。他說，後來當局認為這種鋁製的呜呜祖拉有危險性，所以他找到了個塑料公司，製造了塑料的呜呜祖拉。
2001年，南非马辛斯丹运动公司（Masincedane Sport）開始批量生產塑料製的呜呜祖拉。该公司的所有人尼尔·范·斯卡尔奎克（Neil van Schalkwyk）在2001年获得南非啤有限公司（South_African_Breweries）的踢星奖。
也有人认为呜呜祖拉來源於非洲號角樂器「kudu」，但這是有爭議的。整場比賽中，支持者通過瘋狂的吹呜呜祖拉來打擊對手。
2005年，南非黑人專欄作家、前體育記者Jon Qwelane称呜呜祖拉導致他放棄了觀看現場比賽，并将其描述為「來自地狱的樂器」，並敦促2010年世界盃足球賽禁止使用该乐器。
這種非洲樂器其實很多都是中國製造的。中國有世界工廠之稱，一些家庭式的小加工廠每日即可生產約15000支呜呜祖拉。

### 詞語的由來
關於「呜呜祖拉」詞語的由來是有爭議的，它起源於祖魯語，意思是發出「溫溫」的噪音或者來源於南非俚語，近似於詞語「沖涼」。

### 法律爭議
2010年初的拿撒勒浸信会（Nazareth Baptist Church）成员称呜呜祖拉屬於他們教堂，並以採取法律措施相威脅，要求球迷停止在世界盃比賽中使用呜呜祖拉。

## 2009年国际足联联合会杯

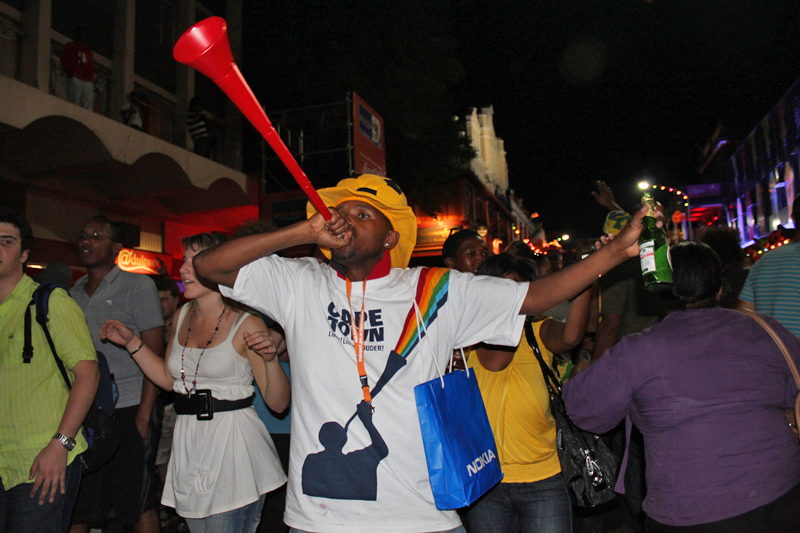
南非球迷在2010年世界盃足球賽上吹呜呜祖拉

呜呜祖拉從2009年洲際國家杯和2010年世界盃這兩個都在南非舉行的球賽中得到人們關注，國際足協擔心這種聲音會成為足球流氓的武器，企業利用呜呜祖拉做廣告。南非足球協會發表了一份簡報稱呜呜祖拉是南非球迷看球的必需品，國際足聯在2008年7月決定，允許在世界球賽中使用呜呜祖拉。國際足聯主席塞普·布拉特反對禁止呜呜祖拉，他說，「我們不應該讓非洲世界盃歐洲化」國際足聯允許在2010年世界盃足球賽中使用任何樂器，除了一米以上的呜呜祖拉。
一些足球評論員、球員和國際觀眾爭論過關於反對在2009年國際足聯聯合會盃中使用呜呜祖拉。在義大利對美國的比賽中，BBC體育評論員李·迪臣（Lee Michael Dixon）對呜呜祖拉「非常惱火」。

## 2010年世界杯足球赛
2010年世界杯足球赛期间，韩国现代集团和当地一家名为“木星画廊（Jupiter Drawing Room）”的南非广告公司合作，在南非开普敦市的一座未完工的高架桥上面，架设了一个长达114英尺（35）能鸣叫的呜呜赛拉。这个呜呜赛拉靠装在喇叭口上的几个气笛发出声响，每当世界杯足球赛的比赛要开场的时，它就会吹响喇叭。

### 爭議

#### 帶給比賽的困擾

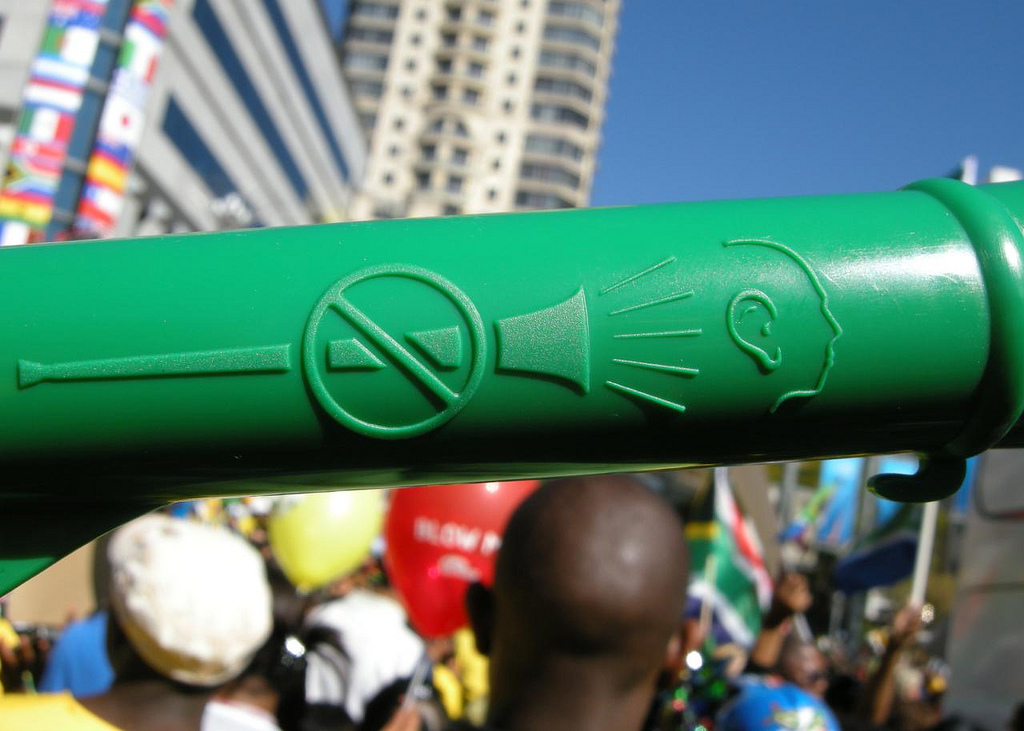
呜呜祖拉上禁止對著耳朵吹奏的警示

在FIFA收到许多来自欧洲电视传媒集团的投诉以后，这些集团希望呜呜祖拉被禁止，因为呜呜祖拉的声音覆盖了评论员的声音。在比赛之前，荷兰国家足球队教练范马尔维克（Bert van Marwijk）和西班牙国家足球队中场球员哈維·阿隆索（Xabi Alonso）也呼吁，后者说，呜呜祖拉的声音让球员难以沟通和集中注意力，而且这对气氛没有很大的提升。
2010年6月13日，BBC播报Danny Jordaan在比赛中对呜呜祖拉的禁止的考虑。 Jordaan说到：“如果有必要，我们愿意「把携带呜呜赛拉的球迷驱逐出球场」”，并且“如果让赛场的球员为此引发不满，我们将采取果断措施。”
在世界杯足球赛的开幕式上，播音员要求吹呜呜赛拉的球迷放低音量，否则其他观众无法听到他的播音。
赛事期间，许多球员都批评和抱怨呜呜赛拉所造成的噪音。其中，法国队的帕特里斯·埃夫拉（Patrice Evra）直接责难这种高音喇叭导致了他们球队发挥失准。他还说到，从体育场传出来的呜呜赛拉的噪音让球员们在下榻处都无法正常休息。其余的批评还包括，阿根廷球员利昂内尔·梅西（Lionel Messi）抱怨呜呜赛拉的声响妨碍了球员们在赛场上的正常沟通，而各家广播公司都抱怨他们评论员的说话声完全被呜呜赛拉的轰鸣给淹没了。葡萄牙队的C羅納度（Cristiano Ronaldo）也在采访中提到呜呜赛拉的噪音让整个球队无法集中精力于比赛。
很多电视观众抱怨，体育场内传出来的背景声效只剩下了呜呜赛拉的声音，而场内观众正常的欢叫声完全被压制了。一名ESPN发言人说，他们会采取措施在他们的球赛直播中降低呜呜赛拉造成的噪音。也有些人认为，那些在开赛前演奏国歌期间所发出的呜呜赛拉的噪音根本就是一种亵渎的行为。其余的批评还提到，有些吹鸣呜呜赛拉的更像是为了表达对对方球队支持者的足球文化的蔑视。
一名德国音效工程师制作了一个45分钟的MP3声响下载文件，放到网路上销售。据称，它能在比赛电视直播期间对呜呜赛拉所发出的噪音起到“主动降噪”的作用。然而其他科学家对此并不乐观，怀疑其作用。

#### 對呜呜祖拉的支持
有不少评论员认为呜呜赛拉是南非足球文化独特的组成部分，而且为比赛增添了气氛。英國廣播公司的体育评论员Farayi Mungazi认为，这种喇叭的声音是“南非足球的标识音”，而且“能让人体验到南非足球的精髓”。他认为把世界杯带到非洲的同时“要当地人强行接受所谓的欧洲风格”是完全徒劳的。《每日电讯报》的首席体育记者Paul Kelso将对呜呜赛拉的责难描绘为“煞风景”，并认为那些人应当“停止唠叨”。
针对批评，世界足协主席塞普·布拉特（Sepp Blatter）回应道：“我早已说过，非洲有着不同的旋律，不同的声音。我不乐见球迷们在自己的国家中被禁止使用他们传统的音乐习俗。你们愿意见到你们的球迷在自己的国家中被禁止按照传统的习俗进行庆祝吗？”

#### 在足球比賽以外的使用
在一些購物中心禁止吹呜呜祖拉。一些世界级别球員抱怨，他們在賓館房間裡被這種樂器打擾。從而加大了他們對耳塞的需求，以防在世界盃其間損傷聽力。耳塞在很多藥店供不應求，塑料呜呜祖拉的製造商尼尔范斯卡尔奎克開始向球迷出售耳塞。
在香港，政改方案在香港立法會被進行表決，示威者在立法會外使用嗚嗚祖拉示威，當官員（如林瑞麟）、建制派和民主黨議員發言時，就吹起嗚嗚祖拉。美國有人召集100人在BP總部外吹嗚嗚祖拉抗議墨西哥灣的漏油。台灣的泛綠陣營也有人上街以嗚嗚祖拉反對ECFA。這都是在南非世界盃舉行期間發生的。